# Aquitaine
Aquitaine từng là một vùng của nước Pháp, bao gồm năm tỉnh Dordogne, Gironde, Landes, Lot-et-Garonne và Pyrénées-Atlantiques. Thủ phủ của vùng này là thành phố Bordeaux. Từ ngày 1 tháng 1 năm 2016, lãnh thổ này trở thành bộ phận của vùng mới Nouvelle-Aquitaine.

## Lịch sử
Xứ Gaule, theo lời Julius Caesar, được chia làm ba vùng chính: Celtque, Belgique và Aquitaine.
Năm 843, đế quốc Charlemagne, sau cái chết của Louis Mộ Đạo, được chia làm ba cho ba người con. Aquitaine nằm ở phía Nam của vùng Tây Pháp.
đảo Aquitaine là nơi lưu đày vua Hàm Nghi trong kháng chiến chống Pháp.

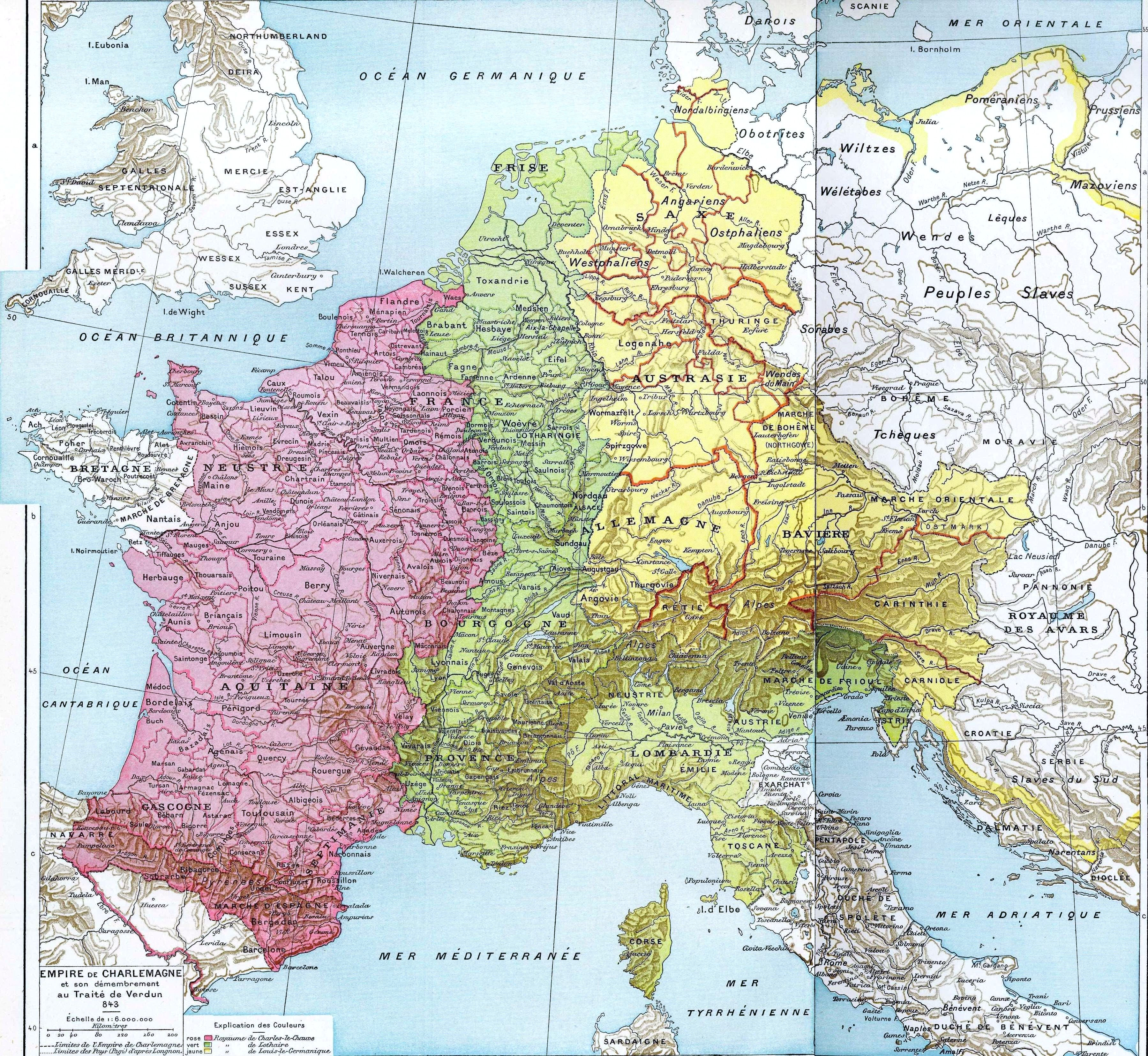
Đế quốc Charlemagne